# 斯特拉斯堡号小巡洋舰
斯特拉斯堡号是德意志帝国海军于1910年代建造的四艘马格德堡级小巡洋舰的三号舰，以阿爾薩斯-洛林首府斯特拉斯堡命名。它于1910年在威廉港的帝国船厂开始架设龙骨，至1912年10月完工并交付公海舰队使用。斯特拉斯堡号的主舰炮为十二门105毫米45倍径速射炮，最高速度达27.5节。
斯特拉斯堡号于服役初期是在海外度过，之后被分配至公海舰队的侦察部队。它于1914年8月的黑尔戈兰湾海战中参与了重大行动，并出席了1914年12月的突袭斯卡布罗、哈特尔浦及惠特比。至1916年，舰只被转移至波罗的海对抗俄罗斯帝国海军。它于1917年10月在里加湾的阿尔比恩行动中有所行动，其中包括在穆胡岛海战期间为战列舰国王号和藩侯号提供屏护。在战争的最后几周，舰只返回北海筹备对英国大舰队发动总决战行动，并参与了导致这次行动被取消的哗变。
战后，斯特拉斯堡号于1919年曾短暂在重新组建的魏玛国家海军内服役，然后作为战利舰被转移至意大利。它于1920年7月正式移交，并更名为塔兰托号（義大利語：Taranto）加入意大利皇家海军服役。在1936－1937年，舰只为执行殖民地勤务而进行了重建，并安装了额外的高射炮。在第二次世界大战期间，塔兰托号没有参与任何重大行动，直至意大利签署停战协议。它被意大利海军凿沉，由德国俘获及打捞上岸，继而被盟军轰炸机于1943年10月击沉。德国人再次打捞起舰只，却于1944年9月遭轰炸机第二度击沉。塔兰托号最终于1946－1947年间拆解报废。

## 设计
斯特拉斯堡号是为替代老旧的小巡洋舰神鹫号而以“神鹫替舰（Ersatz Condor）”为代号进行订购，并于1910年在威廉港的帝国船厂开始架设龙骨。它于1911年8月24日下水，之后展开舾装工作。至1912年10月9日，舰只正式投入公海舰队使用。
斯特拉斯堡号的全长为138.7（455英尺1英寸），有13.5（44英尺3英寸）的舷宽和4.25（13英尺11英寸）的前吃水。在满载情况下，舰只的排水量可达5,281公噸（5,198長噸）。其推进系统由两套AEG－伏尔铿蒸汽轮机组成，以驱动两个直径为3.4（11英尺2英寸）的三叶螺旋桨。舰只设计可输出25,000匹軸馬力（19,000千瓦特）的额定功率，但在实际使用中达到了33,482匹軸馬力（24,968千瓦特）。它们由十六台燃煤船用式水管锅炉提供动力，其后又改造为将燃油喷洒在煤上以提高燃烧效率。这也使舰只的最高速度可达27.5節（50.9每小時）。斯特拉斯堡号能够携带1,200公噸（1,200長噸）煤和额外106公噸（104長噸）燃油，允许其以12節（22每小時）的速度续航5,820海里（10,780）。舰只的标准船员编制则为18名军官及336名水兵。
斯特拉斯堡号的主舰炮由十二门单装105毫米45倍径速射炮组成。其中两门并排布置在艏艛前方，八门设于舰舯、每边各四门，以及两门并排布置在舰艉。炮管的仰角可提升至30°，使其可以瞄准最高达12,700（13,900碼）开外的目标。它们共提供1800发弹药，其中每炮150发。此外，舰只还标配搭载有两具500（19.7英寸）鱼雷管和五枚鱼雷，均浸没舷侧的船体内。它同样具备携带120枚水雷的能力。在装甲方面，斯特拉斯堡号受到60（2.4英寸）厚的水线装甲带保护；司令塔的侧面有100（3.9英寸）厚，而甲板的厚度则为60毫米。

## 服役历史
完成海上试航后，斯特拉斯堡号于1912年12月23日入驻公海舰队的侦察部队，以取代退役小巡洋舰柏林号的位置。1913年1月6日，舰只在穿行威廉皇帝运河期间不慎与丹麦货船克里斯蒂安九世号（Christian IX.）发生碰撞，相关的维修工作一直持续至2月23日。从1913年4月6日到9月23日，斯特拉斯堡号与小巡洋舰德累斯顿号一同被分配至地中海分队。两艘舰于4月13日抵达瓦莱塔。之后，斯特拉斯堡号相继驻扎在亚历山德莱塔和君士坦丁堡。期间它曾于4月伴随支舰队的旗舰格本号展开前往威尼斯、普拉和那不勒斯的巡航。然后舰只又再次来到爱琴海，并于9月9日启程回国，至9月23日与德累斯顿号一同返抵基尔。

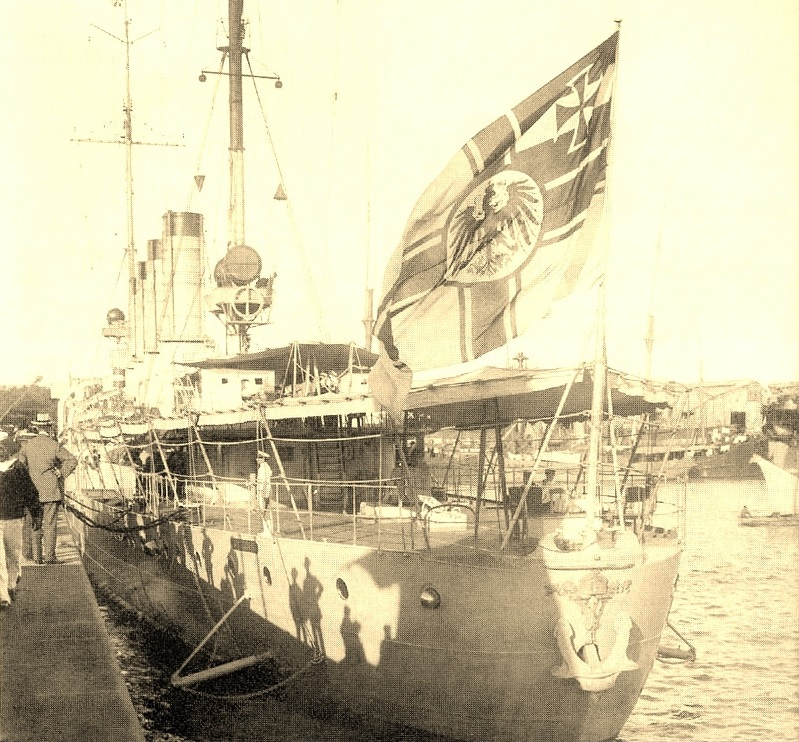
斯特拉斯堡号于1914年3月停泊于布宜诺斯艾利斯

从1913年至1914年，斯特拉斯堡号都在海外服务中度过。它被选中参加长途巡航，以测试新型涡轮推进系统在战列舰皇帝号和阿尔贝特国王号上的可靠性。这三艘舰被编入一个特殊的“分遣队（Detachierten Division）”，受海军少将胡贝特·冯·雷布埃尔-帕施维茨指挥。三舰编队于1913年12月9日启程离港，前往西非的德国殖民地。他们先后到访了多哥兰的洛美、喀麦隆的杜阿拉和维多利亚，以及德属西南非洲的斯瓦科普蒙德。从非洲开始，这些舰只又航行至圣赫勒拿，然后于1914年2月15日抵达里约热内卢。斯特拉斯堡号离队单独到访了阿根廷的布宜诺斯艾利斯，然后又返回乌拉圭的蒙得维的亚与两艘战列舰会合。三舰继续南驶往合恩角附近，进而向北驶至智利的瓦尔帕莱索，并停留了一个多星期。
4月11日，这些舰只离开瓦尔帕莱索，开始了返回德国的漫长征途。在回程期间，舰只也访问了多个港口，其中包括在重回里约热内卢前的阿根廷布兰卡港。5月16日，舰只离开里约热内卢开始穿越大西洋的行程，它们在驶往德国的途中分别经停了佛得角、马德拉和西班牙的维戈。斯特拉斯堡号、皇帝号和阿尔贝特国王号最终于1914年6月17日抵达基尔。在整个巡航期间，舰只共行进了约20,000海里（37,000）。一周后，分遣队于6月24日解散。回到德国后，斯特拉斯堡号的大部分役期都在公海舰队的侦察部队中度过。在第一次世界大战爆发两周后的8月16日，斯特拉斯堡号与姊妹舰施特拉尔松德号对霍夫登进行了一次扫荡，以搜寻英国的侦察部队。这两艘巡洋舰在相隔约10,000（11,000碼）的距离上遇到了十六艘英国驱逐舰和一艘轻巡洋舰。由于数量处于明显劣势，两艘德国舰只遂中断接触并返回港口。
不到两周后的8月28日，斯特拉斯堡号便于黑尔戈兰湾海战中参与了猛激烈交战。当日，英国的战列巡洋舰和轻巡洋舰在黑尔戈兰湾袭击了由海军少将莱贝雷希特·马斯率领的德国侦察屏护部队。斯特拉斯堡号是第一艘离港增援德国侦察部队的德国巡洋舰。在11:00，它遇到了严重受损的英国巡洋舰阿瑞图萨号，该舰已遭到斯德丁号和女性之赞号的多次命中。斯特拉斯堡号向阿瑞图萨号发动攻击，但被第1驱逐区舰队所赶跑。它在浓雾中失去了与英国人的接触，但于13:10过后循摧毁小巡洋舰美因茨号的炮火声而再次找到对方。它与科隆号一起，重创了三艘英国驱逐舰——拉厄耳忒斯号、月桂号和自由号，然后再遭驱离。此后不久，英国的战列巡洋舰介入，击沉了阿里阿德涅号和马斯的旗舰——科隆号。斯特拉斯堡号及其它幸存小巡洋舰遂撤退至雾霾中，并得到了第一侦察集群的战列巡洋舰增援。
斯特拉斯堡号也出现在12月15－16日突袭斯卡布罗、哈特尔浦及惠特比的行动中，主要负责为由海军少将弗朗茨·冯·希佩尔指挥的第一侦察集群的战列巡洋舰提供屏护。在完成对城镇的炮击后，德国人开始撤退，但遭到了英国部队的拦截。斯特拉斯堡号和另外两艘屏护巡洋舰、以及两个鱼雷艇区舰队航行至两个英国分舰队之间。在能见度下降至不足4,000碼（3,700）的大雾中，仅其姊妹舰施特拉尔松德号被发现，但也只是暂时的。德国人得以利用恶劣天气来掩护他们的撤退。斯特拉斯堡号于1916年被转移至波罗的海，并因此错过了1916年5月31日爆发的日德兰海战。
至1917年，斯特拉斯堡号被分配到第六侦察集群，并参与了在里加湾针对俄国海军部队的阿尔比恩行动。10月14日早晨06:00，斯特拉斯堡号、科尔贝格号和奥格斯堡号离开利鲍，为在里加湾展开的扫雷行动提供护航。它们在进场时遭到俄国12英寸（300）海岸炮的攻击，被迫暂时转向离开。然而至08:45，它们已抵达米开洛夫斯科浅滩驻泊，而扫雷舰则开始在雷区清除出一条通路。两天后，斯特拉斯堡号和科尔贝格号加入战列舰国王号和王储号的阵中，对里加湾实行了扫荡。在接下来的穆胡岛海战中，这些战列舰摧毁了俄国前无畏舰光荣号，并迫使公民号撤出湾区。10月21日，斯特拉斯堡号与战列舰藩侯号受命袭击基努岛。两艘舰炮击了岛屿，其中斯特拉斯堡号在萨利斯明德的港口耗费了大约55发炮弹。10月31日，斯特拉斯堡号将被占岛屿的第一军事总督从利鲍遣送至阿伦斯堡。
1918年10月，斯特拉斯堡号又被分配至第四侦察集群，以参加由公海舰队发起的最终高潮攻击。海军上将赖因哈德·舍尔和希佩尔计划不惜舰队一切代价对英国皇家海军造成尽可能多的伤害，以确保德国获得更好的谈判筹码。10月27日上午，即行动计划开始的前几天，斯特拉斯堡号的大约45名轮机舱人员悄然离舰，进入威廉港。这些船员遭到围捕并移送回舰，然后第四侦察集群转入库克斯港。在那里，来自该部队所有六艘巡洋舰的船员为抗议战争而拒绝工作，并支持马克西米利安亲王提出的停战协定。10月29日上午，将于翌日从威廉港起航的行动命令下达。从10月29日夜晚开始，图林根号的水兵率先发起哗变，并迅速得到其它几艘战列舰的跟随。这场骚乱最终迫使希佩尔和舍尔取消了行动。11月初，斯特拉斯堡号与布雷巡洋舰丽蝇号来到萨斯尼茨。斯特拉斯堡号舰长在当地接管了港口的海军部队，并邀请由水兵组成的委员会协助管理那里的驻军。

### 意大利役期
战后，斯特拉斯堡号曾于1919年在重新组建的魏玛国家海军内短暂服役。它于1920年3月10日从海军名录中除籍，并作为战利舰割让予意大利。1920年7月20日，舰只以“O”为代号在法国港口瑟堡完成移交。斯特拉斯堡号于1925年6月2日正式投入意大利皇家海军服役，并更名为“塔兰托号（Taranto）”，最初是用作侦察舰。它的两门88毫米高射炮被替换为两门意制的3英寸（76）40倍径高射炮。翌年，舰只进行了改造以搭载马基M7型水上侦察机，并在随后被部署至意属东非。塔兰托号于1929年7月19日被重新归类为巡洋舰，而其搭载的马基M7型水上飞机则于1931年由坎特25型所取代。从1935年至1936年，舰只再度被派往东非。
返回意大利后，塔兰托号于1936－1937年间针对在殖民地的服役而进行了重建。其两台锅炉及前烟囱被移除，这使得舰只的航速下降至21節（39每小時），甚至在第二次世界大战期间只能维持18節（33每小時）。八门20毫米65倍径炮和十挺13.2毫米机枪得到安装，以用作近距对空防御。塔兰托号在二战期间没有参与重大行动，但于1940年初曾连同两艘布雷艇和两艘驱逐舰，在亚得里亚海南部的塔兰托湾布设了一系列水雷区，共计埋雷2335枚。此后，它与另一艘仍在意大利服役的前德国巡洋舰巴里号一起被编入“特别海军部队（Forza Navale Speciale，简称FNS）”。FNS曾计划于1942年参加入侵马耳他英属岛屿的两栖攻击，但该行动最终被取消。
1942年12月，塔兰托号在拉斯佩齐亚退役。1943年9月9日，即结束意大利战争的停战协定宣布后的第二天，为防止被意大利投降后迅速占领该国的德国人俘获，舰只遭到凿沉。德国人还是俘获了该舰，并将其重新浮起，但于10月23日又被盟军的轰炸机击沉。德国人再次令塔兰托号重新浮起，并将废船移动至拉斯佩齐亚锚地外围，以阻塞拉斯佩齐亚湾的其中一个入口，却于1944年9月23日再遭轰炸机炸沉。塔兰托号最终于1946－1947年间拆解报废。